# ウェン・ユア・ラヴァー・ハズ・ゴーン
「ウェン・ユア・ラヴァー・ハズ・ゴーン」（When Your Lover Has Gone）は、1931年のアイナー・アーロン・スワンの楽曲。
ジェームズ・キャグニーの映画『ブロンド・クレイジー』で紹介されスタンダード・ナンバーとなった。
1991年の映画『ロケッティア』ではネヴィル・シンクレアが南洋のクラブで歌う。
この曲は、シンプルな詩の後に、ほとんどのポップミュージックの構造を特徴づける通常の64小節のリフレインに従わず、32小節で全体の物語を表現する。

## 主なカバー
- ジーン・オースティン（1931年）
- ルイ・アームストロング（1931年）
- エセル・ウォーターズ（1931年）
- ベニー・グッドマン（1931年）
- エディー・コンドン（1931年）
- マキシン・サリヴァン（1942年）
- リー・ワイリー（1944年）
- ハリー・ジェイムス（1944年）
- ビリー・ホリデイ（1945年）
- ナット・キング・コール（1951年）
- ドリス・デイ - アルバム『You're My Thrill』（1949年年）
- ジョニー・ハートマン（1955年）
- カーメン・マクレエ（1955年）
- フランク・シナトラ - 『イン・ザ・ウィー・スモール・アワーズ』（1955年）
- エディ・"ロックジョウ"・デイヴィスとレッド・ガーランド・トリオ（1956年）
- ジュリー・ロンドン（1956年）
- ソニー・ロリンズ - 『テナー・マッドネス』（1956年）
- ナット・キング・コール（1957年）
- ジュリー・ウィルソン（1957年）
- フォー・フレッシュメン - 『Love Lost』（1959年）
- レイ・チャールズ - 『The Genius Of Ray Charles』（1959年）
- アンディ・ウィリアムス（1959年）
- アート・ブレイキー&ザ・ジャズ・メッセンジャーズ（1960年）
- アンソニー・ニューリー（1960年）
- サラ・ヴォーン - 『ザ・ディヴァイン・ワン』（1961年）、『ハウ・ロング・ハズ・ディス・ビーン・ゴーイング・オン?』（1978年）、『サラ・ヴォーン・アンド・ザ・カウント・ベイシー・オーケストラ』（1981年）
- エラ・フィッツジェラルド - 『エラ・スウィングス・ブライトリー・ウィズ・ネルソン』（1962年）、『エラ・アンド・オスカー』（1975年）、遺作『All That Jazz』（1989年）
- ヴィック・ダモーン - 1963年
- ケイト・スミス - 『Kate Smith at Carnegie Hall』（1963年）
- ブレンダ・リー - 1964年
- マーヴィン・ゲイ - 『ホエン・アイム・アローン・アイ・クライ』（1964年）
- チェット・ベイカー - 『ベイカーズ・ホリデイ』（1965年）
- ケニー・クラーク＝フランシー・ボラン・ビッグ・バンド - 『オール・スマイルズ』（1968年）
- リンダ・ロンシュタットとネルソン・リドル - 『ラッシュ・ライフ』（1984年）
- ミーナ - 『Uiallalla』（1989年）
- カーリー・サイモン - 『マイ・ロマンス』（1990年）
- ドロシー・ラウドン - 『Saloon』（1991年）
- スー・ラニー （1997年）
- ジューン・クリスティ - 『A Friendly Session, Vol. 3』（2000年）：ジョニー・ガルニエリ・クインテットと共演
- ステイシー・ケント - 『ドリームズヴィル』（2001年）
- デレク・ベイリー - 『バラッズ』（2002年）
- ケヴィン・スペイシー（2004年） - 映画『ビヨンド the シー 夢見るように歌えば』サウンドトラック

## 参照
1. ↑  「ホエン・ユア・ラヴァー・ハズ・ゴーン」「恋去りしとき」「恋去りし時」「恋人が行ってしまったら」等の邦題もある。
2. ↑  Swedish-Finnish Historical Society